# پاشایی
پاشایی یک نام خانوادگی‌ است که می‌تواند به افراد زیر اشاره داشته‌باشد:
- مرتضی پاشایی (۱۳۶۳-۱۳۹۳) خواننده، نوازنده،  آهنگساز، تنظیم کننده و موسیقی دان پاپ ایرانی
- گیتی پاشایی ( ۱۳۱۹-۱۳۷۴) خواننده، آهنگساز و بازیگر ایرانی
- مقصود پاشایی (زاده ۱۳۱۳) استاد کاشی‌کار و سفالگر ایرانی
- معصومه پاشایی بهرام (زادهٔ ۱۳۶۰) پزشک، حقوقدان و سیاستمدار ایرانی
- عسکری پاشایی ( زادهٔ ۱۳۱۸) نويسنده، مترجم، شاعر و شرق شناس ایرانی